# Ipthausen
Ipthausen ist ein Gemeindeteil der Stadt Bad Königshofen im Grabfeld im unterfränkischen Landkreis Rhön-Grabfeld in Bayern.

## Geografie
Das Kirchdorf liegt im unterfränkischen Teil des Grabfelds und gehört zum Naturpark Haßberge. Durch Ipthausen verläuft der Fränkische Marienweg.

## Geschichte
1244 trat „Yptehusen“ erstmals urkundlich in Erscheinung. Der Name lässt vermuten, dass es sich um eine sehr alte Siedlung handelt. 1317 gehörte Ipthausen als Teil der „Neuen Herrschaft Henneberg“ (Pflege Coburg) zum Amt Heldburg der Grafschaft Henneberg-Schleusingen. In der Nähe soll sich in jener Zeit eine Burg (Burgstall Blankenberg) befunden haben, und zwar an der Stelle wo heute das „Berghäuschen“ steht. Durch zwei Erbteilungen der Schleusinger Linie in den Jahren 1347 und 1353 fiel der Ort an Graf Eberhard II. von Württemberg. Dieser verkaufte Ipthausen bereits 1354 an das Hochstift Würzburg. Seitdem war der Ort Bestandteil des würzburgischen Amts Königshofen, welches im 15. Jahrhundert zeitweise an die Linie Henneberg-Aschach verpfändet war.
1803 wurde Ipthausen zugunsten Bayerns säkularisiert, dann im Frieden von Preßburg 1805 Erzherzog Ferdinand von Toskana zur Bildung des Großherzogtums Würzburg überlassen, mit welchem es 1814 endgültig an Bayern fiel. Im Zuge der Verwaltungsreformen in Bayern entstand mit dem Gemeindeedikt von 1818 die heutige Gemeinde.
Am 1. Januar 1972 wurde Ipthausen im Zuge der Gebietsreform in Bayern in die Stadt Bad Königshofen im Grabfeld eingegliedert.

## Kultur und Sehenswürdigkeiten

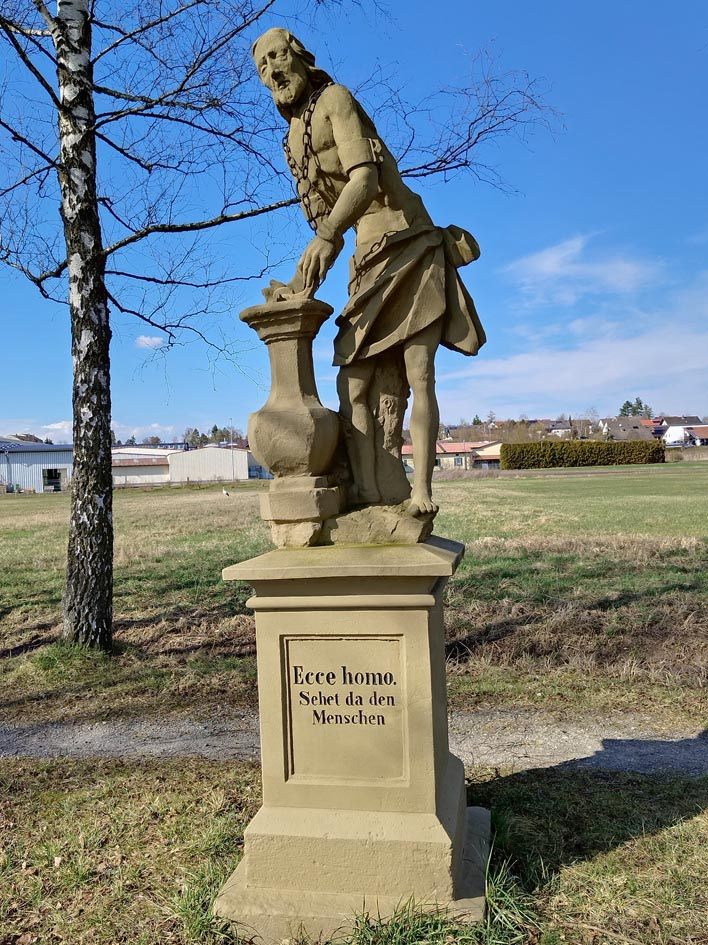
„Ecce Homo“ in Ipthausen

### Religion
1739 wurde mit päpstlicher Bestätigung eine Marianische Bruderschaft gegründet. Eine als Gnadenbild verehrte Pieta aus dem 17. Jahrhundert in der Kirche stand im Mittelpunkt einer Wallfahrt, die bis ins 20. Jahrhundert andauerte.
1749–1754 wurde an Stelle einer mittelalterlichen Michaelskapelle nach Plänen des Königshöfer Maurermeisters Johann Michael Schmitt eine neue Kirche errichtet. Georg Anton Urlaub schuf in der Wallfahrtskirche Mariä Geburt Deckengemälde nach Vorbildern Tiepolos. Für das Deckenbild im Chor kopierte Urlaub  das Motiv von Tiepolos Engelssturz in der Hofkirche der Würzburger Residenz. Die Kirche besitzt eine Rokokoausstattung.

### Sehenswürdigkeiten
1915 wurde berichtet, „im Dorf befinden sich malerische Bauernhäuser mit den für die Königshöfer Gegend charakteristischen gedeckten Laufgängen“.

### Baudenkmäler

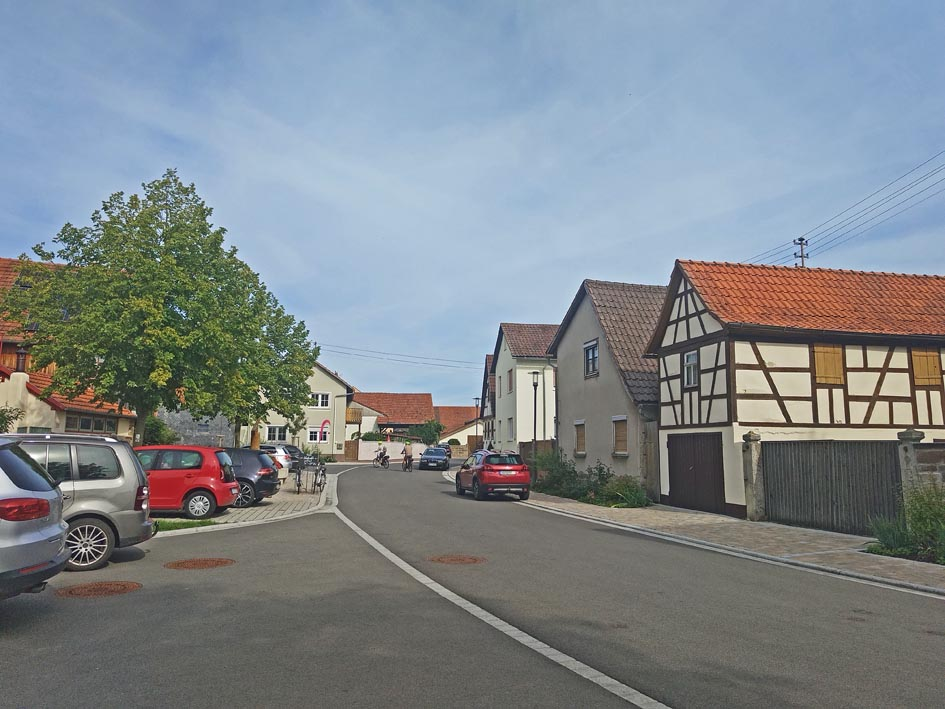
Ipthausen Zentrum

In der Liste der Baudenkmäler in Bad Königshofen im Grabfeld sind für Ipthausen 16 Baudenkmale aufgeführt, darunter:
- Jüdischer Friedhof (Ipthausen)

### Bodendenkmäler
- Liste der Bodendenkmäler in Bad Königshofen im Grabfeld#Gemarkung Ipthausen